# Abington (Massachusetts)
Abington és un poble del Comtat de Plymouth (Massachusetts) als Estats Units d'Amèrica.

## Demografia
Segons el cens del 2000 Abington tenia 14.605 habitants.
Segons el cens del 2000, tenia 14.605 habitants, 5.263 habitatges, i 3.747 famílies. La densitat de població era de 567,3 habitants per km².
Dels 5.263 habitatges en un 34,8% hi vivien nens de menys de 18 anys, en un 57% hi vivien parelles casades, en un 10,2% dones solteres, i en un 28,8% no eren unitats familiars. En el 23% dels habitatges hi vivien persones soles el 9,2% de les quals corresponia a persones de 65 anys o més que vivien soles. El nombre mitjà de persones vivint en cada habitatge era de 2,74 i el nombre mitjà de persones que vivien en cada família era de 3,29.
Per edats la població es repartia de la següent manera: un 25,6% tenia menys de 18 anys, un 7,4% entre 18 i 24, un 31,6% entre 25 i 44, un 23,2% de 45 a 60 i un 12,2% 65 anys o més.
L'edat mediana era de 37 anys. Per cada 100 dones de 18 o més anys hi havia 91,5 homes.
La renda mediana per habitatge era de 57.100 $ i la renda mediana per família de 68.826$. Els homes tenien una renda mediana de 44.151 $ mentre que les dones 30.923$. La renda per capita de la població era de 23.380$. Entorn del 2,1% de les famílies i el 3,6% de la població estaven per davall del llindar de pobresa.

## Poblacions més properes
El següent diagrama mostra les poblacions més properes.